# Пейчиново
Пейчи́ново (болг. Пейчиново) — село в Русенській області Болгарії. Входить до складу общини Бяла.

## Населення
За даними перепису населення 2011 року у селі проживали 296 осіб.
Національний склад населення села:
| Національність   | Кількість осіб | Відсоток |
| ---------------- | -------------- | -------- |
| болгари          | 288            | 98,0%    |
| цигани           | 5              | 1,7%     |
| турки            | 0              | 0%       |
| Всього відповіли | 294            |          |

Розподіл населення за віком у 2011 році:
Динаміка населення: